# Exaustor

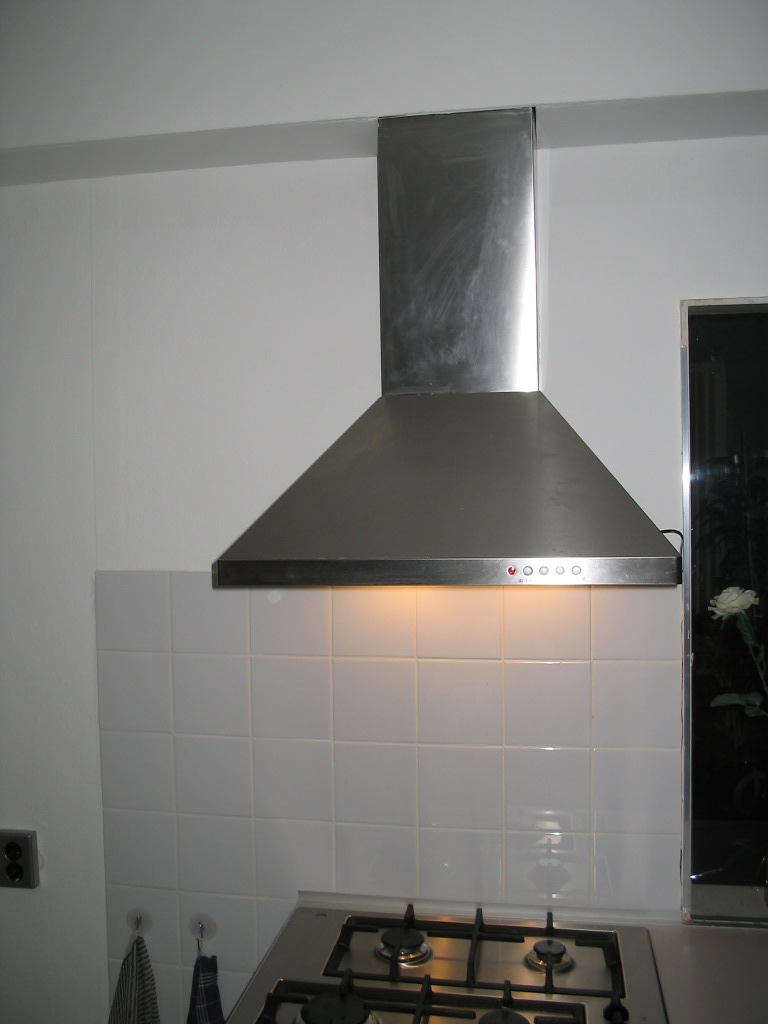
Um exaustor acima de um fogão.

Exaustor ou coifa é um aparelho eletrodoméstico que remove o ar viciado, fumos ou maus cheiros, de cozinhas e recintos fechados. É responsável pelo tratamento dos gáses e vapores resultantes da cocção. Este tratamento pode se dar pela exaustão ou depuração dos gases.
Embora, na maioria dos casos, os exaustores contenham motores elétricos, há modelos em que a energia utilizada é fornecida pela própria natureza (vento ou correntes de convecção). São utilizados para aeração de ambientes com excesso de temperatura, umidade, vapores, fumaça, mofo, odores, e outros poluentes.
Podem ser instalados em interiores, com dutos para conduzir o ar servido às áreas externas de uma construção.
Os exaustores eólicos são de fácil instalação, adaptando-se a qualquer tipo de telhado, com baixo custo e sem alterações estruturais.
Além disto, não produzem ruídos ou vibrações, não têm custos operacionais, e apresentam funcionamento ininterrupto e absolutamente seguro.
A depuração do ar é feita por dois sistemas distintos de filtragem:
Pré-filtragem: O ar é forçado a passar por um labirinto em alumínio, que retém as partículas mais significativas de gordura. São estas partículas as responsáveis pelas manchas causadas por gordura em paredes e objetos etc. Estes filtros podem ser lavados e não exigem substituição periódica.
Filtragem por Carbono Ativado: O carbono ativado tem a propriedade de absorver e reter a umidade. Assim, quando o ar passa por estes filtros, a umidade é retida, junto com as partículas menos significativas de gordura, responsáveis pelo odor característico deste material. Estes filtros devem ser trocados a cada 4 a 6 meses de acordo com o uso.

## Classificação quanto ao processo de tratamento dos gases
As coifas se diferenciam quanto ao processo de tratamento de gases da seguinte forma:
- Exaustão: descarta o ar pré-filtrado diretamente no ambiente externo;
- Filtrante: o ar passa por um segundo processo de filtragem com o objetivo de eliminar os odores, devolvendo-o depurado ao ambiente da cozinha.

## Classificação quanto à forma de instalação
As coifas podem ainda ser classificadas quanto a forma que são instaladas:
- Coifas de Parede: É a forma mais comum encontrada no mercado. Neste sistema a coifa é instalada em uma parede da cozinha, sobre o fogão. A exaustão poderá ser feita através de dutos com saída na parede, no teto ou em caso de maiores distâncias, os mesmos podem ser instalados sobre rebaixos de gesso ou outros materiais;
- Coifas em Ilha: Neste sistema de instalação a coifa é instalada no teto da cozinha. É muito utilizado em ambientes mais espaçosos onde o fogão não é posicionado junto a bancadas de parede, antes é instalado em ilhas ou penínsulas (estilo cozinhas americanas);
- Coifas em Ângulo: Sistema menos comum de instalação, é utilizado quando o fogão é instalado no ângulo da cozinha (formando um triângulo com os vértices de duas paredes).

## Estrutura
1. Manto
2. Pré-filtros;
3. Motor (grupo aspirante)
4. Dutos de exaustão (conduzem os vapores para eliminação no ambiente externo).

A coifa aspirante (exaustão) é mais eficaz. A eficácia da mesma poderá ser comprometida se for instalada com duto estreito, muito longo ou com muitas curvas ao longo de sua extensão.